# Popovîci, Mostîska
Popovîci (în ucraineană Поповичі) este localitatea de reședință a comunei Popovîci din raionul Mostîska, regiunea Liov, Ucraina.

## Demografie
Componența lingvistică a localității Popovîci
     Ucraineană (99,35%)
     Alte limbi (0,65%)
Conform recensământului din 2001, majoritatea populației localității Popovîci era vorbitoare de ucraineană (99,35%), existând în minoritate și vorbitori de alte limbi.